# نسیمه نیازی
نسیمه نیازی (زاده ۱۳۵۰ ولسوالی لشکرگاه - ولایت هلمند) سیاستمدار افغانستانی و نماینده مردم ولایت هلمند در دوره‌های پانزدهم و شانزدهم مجلس نمایندگان است. وی در مجلس شانزدهم نمایندگان افغانستان عضو کمیسیون مواصلات، مخابرات، امور انکشاف شهری، تهیه مسکن، تهیه آب و برق و امور شاروالی‌ها می‌باشد.

## زندگی‌نامه
نسیمه نیازی زاده ۱۳۵۰ از ولسوالی لشکرگاه ولایت هلمند است. وی تحصیلات متوسطه خود را در لیسه/دبیرستان لشکرگاه در سال ۱۳۸۳ به اتمام رساند و سند فارغ‌التحصیلی خود را از انستیتوت تربیت معلم هلمند کسب کرد.

## دیگر فعالیت‌ها
دیگر فعالیت‌های وی:
- فعالیت به عنوان معلم و مدیر در بخش معارف.
- عضو لویه جرگه قانون اساسی.
- نماینده پارلمان افغانستان در دوره‌های پانزدهم و شانزدهم.